# Sicuani
Sicuani ist die Hauptstadt des Distriktes Sicuani sowie der Provinz Canchis in der Region Cusco im Süden Perus.

## Geografie
Die Stadt hat 46.102 Einwohner (2017). 2007 lag die Einwohnerzahl bei 41.352. Durch die Stadt fließt der Río Vilcanota, der Oberlauf des Río Urubamba. Sicuani ist das landwirtschaftliche Zentrum der Region.

## Religion
Das römisch-katholische Bistum Sicuani hat seinen Sitz in der Stadt.

## Verkehr
Der Bahnhof der Stadt liegt an der Bahnstrecke Cusco–Puno, die 1891 bis Sicuani fertiggestellt wurde. Der öffentliche Personenverkehr ist hier allerdings eingestellt.

## In Sicuani geborene Personen
- Luis Nieto Miranda (1910–1997), Dichter und Politiker
- María Sumire (* 1951), Rechtsanwältin und Politikerin

## Nachweise
1. ↑  Instituto Nacional de Estadística e Informática (INEI): Directorio Nacional de Centros Poblados – Censos Nacionales 2017. Lima 2018, Bd. 2, S. 688 (online).
2. ↑  citypopulation.de – Peru
3. ↑  Luis Felipe Zegarra: Ferrocarriles en el Perú: ¿Qué tan importantes fueron? / Railroads in Peru: How Important Were They?. In: Desarrollo y Sociedad, Jg. 68 (2011), S. 213–259, hier S. 222.